# Madness
Madness je angleška glasbena skupina, ki igra ska in pop glasbo.

## Zgodovina
Skupina je nastala v Londonu leta 1976 in se je sprva imenovala North London Invaders. Kasneje, ko se članom te zasedbe pridruži še pevec Graham McPherson (v letu 1978), pa so se preimenovali v Madness (slovensko: Norost). Podobo, ki jo ima še danes, je dobila v zgodnjih osemdesetih letih 20. stoletja, ko se je skupini pridružil še zadnji član, Carl Smyth. Ime je skupina vzela po pesmi svojega velikega vzornika, jamajškega ska glasbenika Princa Busterja.
Skupino je kmalu začela zastopati založniška hiša Stiff Records, ki je ostala njihov založnik vse do danes. S svojimi humorističnimi video spoti in veliko mero humorja v svojih pesmih so Madness kmalu dosegli veliko priljubljenost in bili skozi osemdeseta leta dvajsetega stoletja ena najbolj priljubljenih glasbenih zasedb na Otoku. Skozi celotno kariero so razvili svojevrstno glasbo, mešanico karibskih ritmov, ska in reggae glasbe, ki so jo sami poimenovali nutty sound (»prismuknjena« glasba). S tem so jim oboževalci tudi nadeli nadimek The Nutty Boys (»prismuknjeni« fantje).
Leta 1984 je skupino zapustil Mike Barson, a je kot sekstet nadaljevala glasbeno pot in uradno razpadla šele leta 1986. Kasneje se je skupina še nekajkrat združila, tako da o pravem razpadu skupine ne moremo govoriti.

## Vpliv
Skupina je vplivala na mnoge sodobne glasbene skupine kot so No Doubt, The Mighty Mighty Bosstones, Reel Big Fish, Polemic in druge. Poleg tega je skupina pomembno vplivala na nekatere socialne skupine, predvsem na gibanje angleških skinheadov, česar se skupina ni nikoli povsem otresla.

## Zasedba
- Mike Barson (Monsieur Barso) - klaviature in vokal
- Chris Foreman (Chrissy Boy) - kitara
- Lee Jay Thompson (Kix) - saksofon, vokal
- Graham McPherson (Suggs) - vokal
- Mark Bedford (Bedders) - bas kitara
- Daniel Woodgate (Woody) - bobni
- Carl Smyth (Chas Smash) - trobenta, vokal

## Diskografija

### Studio albumi
- One Step Beyond... (1979)
- Absolutely (1980)
- 7 (1981)
- The Rise and Fall (1982)
- Keep Moving (1984)
- Mad Not Mad (1985)
- The Madness (1988)
- Wonderful (1999)
- The Dangermen Sessions Vol. 1 (2005)
- The Liberty of Norton Folgate (2009)

### Kompilacije in koncerti
- Complete Madness (1982)
- Utter Madness (1986)
- The Peel Sessions; Madness
- Divine Madness (1992)
- Madstock (Live album) (1992)

### Singli
- 1979 The Prince
- 1979 One Step Beyond
- 1979 My Girl
- 1980 Work Rest and Play
- 1980 Baggy Trousers
- 1980 Embarrassment
- 1981 The Return of the Los Palmas 7
- 1981 Grey Day
- 1981 Shut Up
- 1981 It Must Be Love
- 1982 Cardiac Arrest
- 1982 House of Fun
- 1982 Driving In My Car
- 1982 Our House
- 1983 Tomorrow's (Just Another Day)
- 1983 Wings Of A Dove
- 1983 The Sun and the Rain
- 1984 Michael Caine
- 1984 One Better Day
- 1985 Yesterday's Men
- 1985 Uncle Sam
- 1986 The Sweetest Girl
- 1986 (Waiting For) The Ghost Train
- 1988 I Pronounce You
- 1988 What's That?
- 1992 The Harder They Come
- 1999 Lovestruck
- 1999 Johnny The Horse
- 2000 Drip Fed Fred
- 2005 Shame and Scandal
- 2005 Girl, Why Don't You?